# Севастьяненко, Юрий Григорьевич
Юрий Григорьевич Севастьяненко (2 января 1942, Копейск, Челябинская область, РСФСР) — советский и российский футбольный тренер.

## Биография
Играл нападающим в командах украинской зоны второй лиги. Выступал за бердянские команды «Энергия» и «Торпедо». Начал тренерскую карьеру в бердянском спортклубе «Первомаец», в конце 1973 года возглавил юношескую команду «Торпедо» спортклуба. Через год команда стала чемпионом Запорожской области, на следующий год — вторым призёром первенства областного совета ДСО «Спартак». Позже работал тренером команды «Торпедо» и юношеской сборной облсовета ДСО «Авангард». В 1979-80 годах обучался в московской Высшей школе тренеров, в центральной спортивной прессе выходили его статьи по футбольной тактике и воспитательной работе. Входил в научно-методический совет Федерации футбола СССР. Работал над кандидатской диссертацией на тему «Подготовка футболиста высокой квалификации». Трижды стажировался у Валерия Лобановского.
В 1981 году — начальник команды «Металлург» Запорожье. В 1982 году стал старшим тренером «Кузбасса» Кемерово, сразу же вывел команду в первую лигу и получил звание заслуженного тренера РСФСР. В 1983 году был признан лучшим тренером РСФСР. Работал с командой до 1986 года.
в 1988 году по предложению Вячеслава Колоскова стал работать главным тренером марокканского клуба «Олимпик» Хурибга («Олимпик Спорт»). В сезоне 1987/88 спас команду от вылета — клуб занял 12 место с 67 очками, на одно очко опередив ближайший вылетевший с 15 места клуб. В следующем сезоне «Олимпик» за три тура до финиша занимал первое место с отрывом в четыре очка. После победы над одним из ближайших конкурентов МАС Фес с «Олимпика» было снято два очка из-за того, что вратарь Азиз Сибус, сославшись на травму, не явился на сбор национальной команды, а сыграл за клуб — история получила название «Афера Сибуса». В итоге «Олимпик» занял третье место, уступив одно очко чемпиону ФАР Рабат и набрав столько же очков, как и МАС. После этого Севастьяненко был приглашён в клуб «Видад» (ВАК) Рабат, с которым стал трёхкратным чемпионом Марокко, обладателем Африканского Кубка чемпионов (1992), Афро-азиатского Кубка (1993). Тренировал команду до 1994 года, возвращался в неё в 1997, 1999, 2000—2001 годах.
Работал в командах Африки и Ближнего Востока «Аль-Наср» Салала, Оман (1995), «Аль-Шабаб» Эр-Рияд, Саудовская Аравия, «Сфаксьен» Сфакс, Тунис (1996—1997), катарский клуб (1998), «Аль-Наджма» Унайза, С. Аравия (1999—2000), «Раджа» Касабланка, Марокко (2001), «Эль-Массира» Эль-Аюн, Марокко (2001—2002), «Аль-Ахли» Триполи, Ливия (2008), «Эль-Эульма», Алжир (2012 — ?), «Аль-Дафра» ОАЭ (?), ТАС Касабланка.
С начала 2010-х проживает с женой в Канаде, у сыновей, работал в футбольной школе в Квебеке.